# Bataille de Phum Préav
La bataille de Phum Préav est une contre-offensive française lancée par le 5e régiment étranger d'infanterie contre des forces thaïlandaises en Indochine le 16 janvier 1941, au cours de la guerre franco-thaïlandaise.
Profitant de l'affaiblissement de la France depuis sa défaite face à l'Allemagne, le Siam, armé par le Japon, attaqua l'Indochine française. Son but était de récupérer des territoires, situés au Laos et au Cambodge, qui lui avaient été ravis par la France en 1893, 1902, 1904 et 1907.